# Dziechtarzew
Dziechtarzew [d͡ʑɛxˈtaʐɛf] es un pueblo ubicado en el distrito administrativo de Gmina Lutomiersk, dentro del Distrito de Pabianice, Voivodato de Łódź, en Polonia central. Se encuentra aproximadamente a 2 kilómetros al oeste de Lutomiersk, a 18 kilómetros al noroeste de Pabianice, y a 20 kilómetros al oeste de la capital regional Lodz.